# Khmer Serei

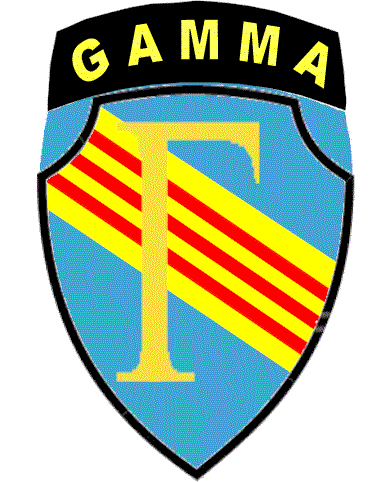
Viele Khmer Serei dienten im Projekt Gamma der US-Streitkräfte

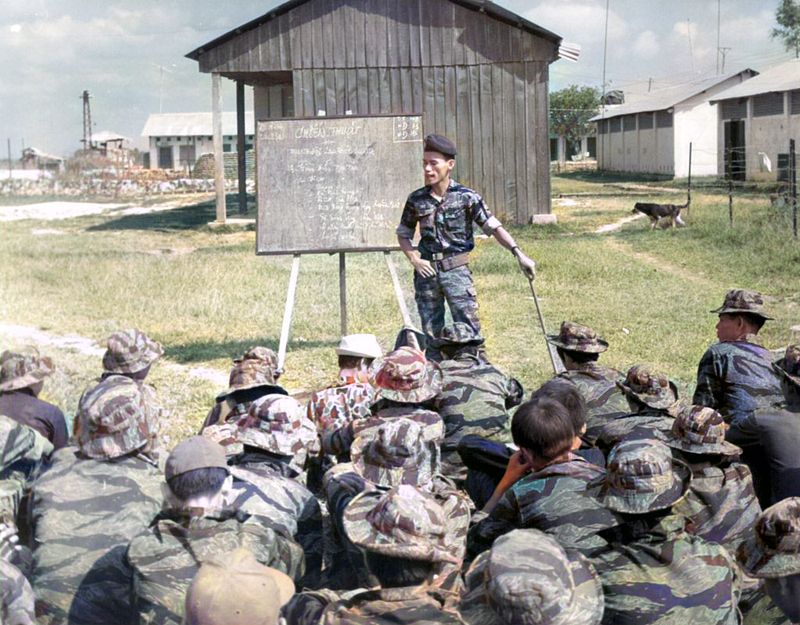
Die Khmer Serei waren Teil des US-amerikanischen CIDG-Programms, welches sich aus vietnamesischen Minderheiten rekrutierte.

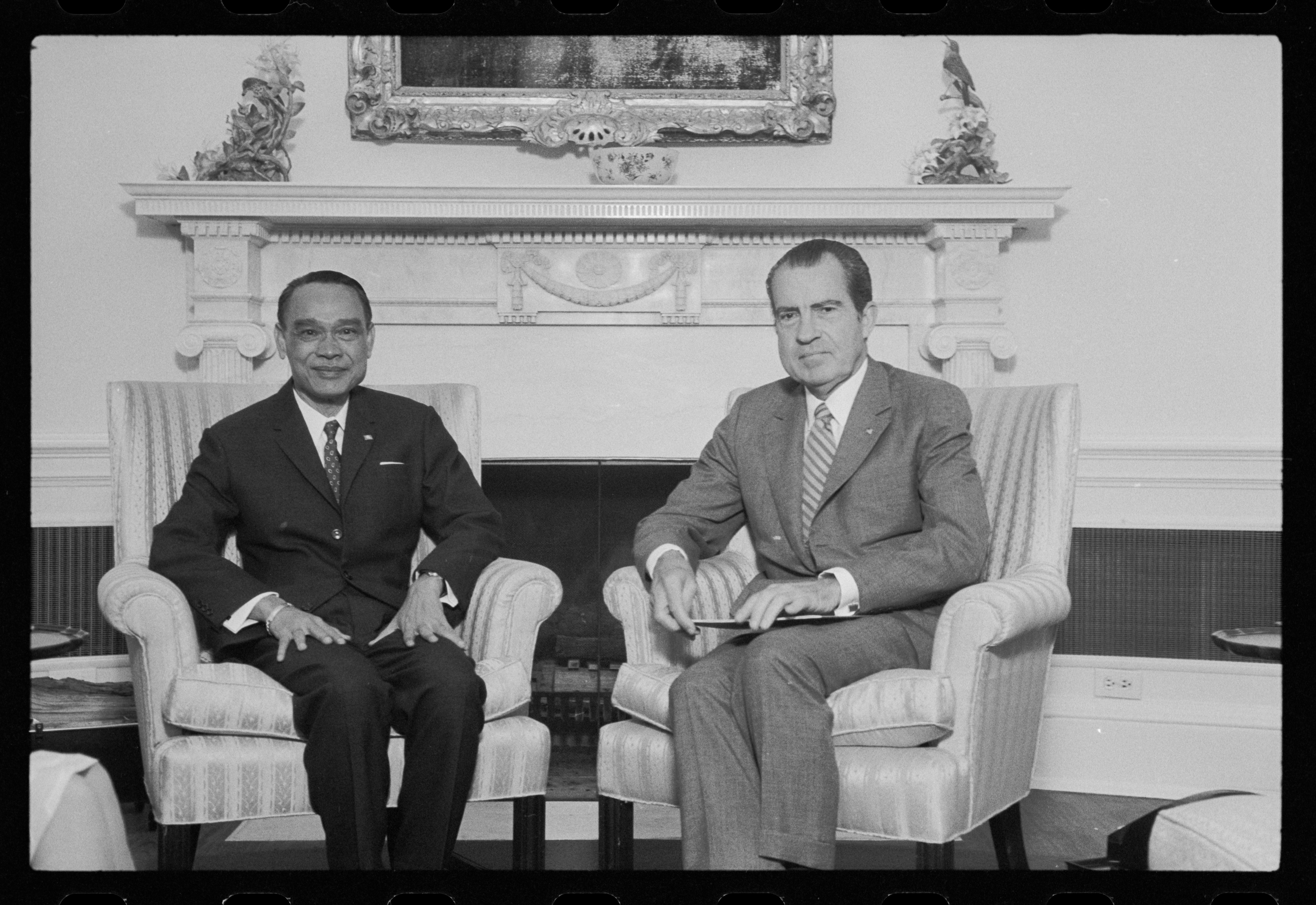
Sisowath Sirik Matak mit dem amerikanischen Präsidenten Nixon. Viele Khmer Serei kämpften zusammen mit Amerika auf Seiten der Khmer-Republik gegen die Truppen von Prinz Sihanouk, welche sich primär aus Anhängern der Roten Khmer zusammensetzten.

Die Khmer Serei (Khmer: ខ្មែរសេរី ) waren eine antimonarchistische, antikolonialistische und republikanische Widerstandsbewegung in Kambodscha. Ihr langjähriger Anführer war Son Ngoc Thanh.
Die Bewegung wurde nach der Besetzung von Französisch-Indochina durch die Japaner 1941 gegründet. Sie bekämpfte die von den Franzosen eingesetzte Regierung um König Norodom Sihanouk und organisierte 1942 Proteste und Kämpfe gegen die Kolonialverwaltung der Franzosen. Nach der Unabhängigkeit des Landes von Frankreich setzten sie ihren bewaffneten Kampf gegen die Königsfamilie der Norodom fort. Nach dem Sturz der Monarchie 1970 durch General Lon Nol wurden Teile der Bewegung in die Streitkräfte der Khmer-Republik übernommen und Son Ngoc Thanh diente zeitweilig als Premierminister des Landes. Nach der Eroberung Phnom Penhs durch die Roten Khmer am 17. April 1975 wurden die meisten Führer durch diese ermordet. Sie galten als die bewaffnete Opposition gegen den Prinzen. Politisch waren die Khmer Serei anti-kommunistisch und republikanisch und als Gegner der vom Prinzen gegründeten Sangkum Reastr Niyum bekannt. Ihr Hauptquartier befand sich im Dschungel in der Provinz Siem Reap im Westen des Landes. Ihre Stärke wurde in den 1960ern auf zwischen 5000 und 8000 Kämpfer geschätzt.

## Geschichte
Die Geschichte der Khmer Serei ist eng mit Son Ngoc Thanh verbunden. Am 20. Juli 1942 organisierte dieser Demonstrationen gegen die französische Herrschaft. Die Demonstrationen wurden von den Franzosen niedergeschlagen, die Japaner griffen nicht ein. Der erst 19-jährige Norodom Sihanouk unterstützte die französischen Kolonialbehörden. Son Ngoc Thanh flüchtete vor drohender Verhaftung wegen Hochverrats nach Battambang. Die Japaner schafften ihn außer Landes nach Japan. Er verbrachte dort zwei Jahre und erhielt dort eine militärische Ausbildung. Nach der Befreiung Frankreichs 1944 gingen die Japaner gegen die französische Kolonialherrschaft in Vietnam, Laos und Kambodscha vor und setzten auf asiatischen Nationalismus. Die Länder wurden für unabhängig erklärt. Am 12. März erklärte auch Prinz Norodom Sihanouk das Land für unabhängig. Er holte Son Ngoc Thanh aus Japan zurück und ernannte ihn zum Außenminister des Landes. Die französischen Beamten und Soldaten wurden von den Japanern festgesetzt. Nach der Kapitulation Japans am Ende des Zweiten Weltkriegs im August 1945 ernannte sich Son Ngoc Thanh selbst zum Premierminister. Aber die Franzosen hatten andere Pläne, sie wollten ihre Kolonien in Indochina zurückbekommen. Im Oktober kehrten frische französische Truppen nach Phnom Penh zurück. Sie wurden vom Vereinigten Königreich unterstützt. Son Ngoc Thanh wurde am 12. Oktober 1945 verhaftet und musste 1946 nach Poitiers in Frankreich ins Exil.
Während dieses Exils schlossen sich einige seiner Anhänger den Khmer Issarak an, die mit thailändischer und nordvietnamesischer Hilfe große Gebiete des Landes unter ihre Kontrolle bringen konnte. Auf Druck der Demokratischen Partei, welche 1951 die Regierung bildete, musste sich König Norodom Sihanouk in Frankreich für die Rückkehr von Son Ngoc Thanh einsetzen. Am 30. Oktober 1951 kehrte er aus dem Exil zurück und wurde von 100.000 Menschen auf dem Weg vom Flughafen Pochentong in die Hauptstadt Phnom Penh begrüßt. Son Ngoc Thanh gründete mit Anhängern eine Tageszeitung, die aber wegen ihrer anti-französischen Rhetorik und ihren anti-oyalistischen Aussagen schnell verboten wurde. Da ihm abermals Verhaftung drohte, flüchtete er zu dem Khmer Issarak nach Siem Raep. Dort bildete er mit seinen Anhängern eine eigene Gruppe. Der Khmer Issarak spalteten sich dadurch in einen linken und einen rechten Flügel. Nachdem Kambodscha 1954 seine Unabhängigkeit bekommen hatte, gab König Norodom Sihanouk sein Amt zugunsten seines Vaters auf. Sihanouk wollte selber aktiv in der Politik mitmischen und gründete mit seinen Anhängern eine eigene Partei Sangkum Reastr Niyum, die „Sozialistische Volksgemeinschaft“. Die Sangkum Reastr Niyum gewann die Parlamentswahlen im Oktober 1955 und konnte alle Sitze im Parlament erringen. Da Sihanouk einen pro-Vietkong und pro-nord-vietnamesischen Kurs anstrebte und auch linke Oppositionelle in seine Partei aufnahm, gaben viele Khmer Issarak ihren bewaffneten Kampf auf und schlossen sich der Sangkum Reastr Niyum an. Andere linke Mitglieder der Khmer Issarak gründeten eine eigene Partei, die Pracheachon, um legal ihre Ziele zu erreichen. Son Ngoc Thanh und seine Anhänger blieben in ihren Dschungelcamps und führten den Kampf gegen das nun unabhängige Königreich fort. 1956 gründete er aus Resten der Khmer Issarak mit Hilfe der Amerikaner die Khmer Serei. Die Gruppe bekämpfte die kambodschanische Regierung und die vietnamesischen Nationalisten, welche die Grenzregionen zwischen den beiden Ländern mit Duldung der kambodschanischen Regierung als Aufmarschbasis gegen die südvietnamesische Regierung in Saigon nutzten. Auch die thailändische Regierung unterstützte die Gruppe im Kampf gegen die Regierung Sihanouk.
Die Khmer Serei konnte ihre Kämpfer primär aus der kambodschanischen Minderheit der Khmer Krom im Delta des Mekong im Süden von Vietnam rekrutieren. 1963 führte Son Ngoc Thanh große Teile seiner Bewegung nach Südvietnam. Er unterstützte die südvietnamesischiche Regierung im Kampf gegen die Vietkong und konnte mithilfe des MACV und der CIA eine schlagkräftige und disziplinierte Truppe aufbauen. Viele Einheiten wurden in das Civilian Irregular Defense Group Program (CIDG) der US-Streitkräfte aufgenommen. Andere Einheiten dienten bei der Special Operation Group (SOG), auch Special Observation Group genannt. Dabei handelte es sich um kleine militärische Einheiten, welche die Aktivitäten der Nordvietnamesen in Kambodscha und Laos überwachten. Sie forderten Luftschläge durch die amerikanische Luftwaffe an. Es wird angenommen, dass die Khmer Serei 50 % der Mitglieder des CIDG-Programms stellten. Mit Ausnahme von Einheiten an der kambodschanisch-thailändischen Grenze waren fast alle Einheiten der Khmer Serei in Südvietnam und wurden von den Amerikanern finanziert.
Die Regierung Sihanouk bekämpfte die Khmer Serei zusammen mit seinen nordvietnamesischen Verbündeten. Viele Anhänger der Khmer Serei wurden von den Spezialeinheiten des Prinzen umgebracht. 1963 wurde der Khmer Serei Aktivist Preap In vor laufender Kamera exekutiert. Die Aufnahmen wurden einen Monat lang in sämtlichen Kinos des Landes aufgeführt. Auf viele Kambodschaner machte die Hinrichtung einen bleibenden Eindruck. Auch brach Sihanouk 1961 die diplomatischen Beziehungen zu Thailand ab, da Thailand es den Khmer Serei erlaubte, von thailändischem Gebiet aus Radiostationen mit Inhalten gegen die Regierung des Prinzen zu betreiben.
1969 liefen 500 Kämpfer der Khmer Serei zu den kambodschanischen Sicherheitskräften über. Sie wurden in die Streitkräfte von Sihanouk integriert. Es wird spekuliert, dass die CIA dahinter steckte. Mit dem Überlauf wollte die CIA die Truppen um General Lon Nol stärken, welcher das rechte Lager der Sangkum Reastr Niyum vertrat. 1970 führte der General zusammen mit Sisowath Sirik Matak einen unblutigen Putsch gegen den Prinzen Sihanouk an. Prinz Sihanouk befand sich während des Putsches in New York, um eine Rede vor der UN zu halten. Nach dem Putsch gründete er zusammen mit den Roten Khmer eine Exilregierung in Peking.
Son Ngoc Thanh erklärte 1970 die Khmer Serei offiziell für aufgelöst. Er selber wurde ein Berater von Lon Nol und diente später als zeitweilig Premierminister der Republik Khmer. Viele Kämpfer der Khmer Serei dienten als Spezialeinheiten der Republik im Kampf gegen die Roten Khmer. Die meisten überlebten die Kämpfe nicht. Nach dem Sieg der Roten Khmer am 17. April 1975 konnten sich kleine Einheiten der ehemaligen Khmer Serei im Dongrek-Gebirge an der thailändischen Grenze halten. Aber ohne die Führung von Son Ngoc Thanh waren sie wenig erfolgreich. Nach der Entmachtung der Roten Khmer 1979 wurden sie Teil der Streitkräfte von Son Sann und bekämpften zusammen mit den Roten Khmer die Volksrepublik Kampuchea.